# 革命人永远是年轻
革命人永远是年轻，劫夫词曲，歌剧《星星之火》中的唱段，该曲创作于1949年11月，主题是歌颂抗联英雄。这部歌剧于1950年12月由东北鲁艺戏剧部实验剧团首演于哈尔滨。

## 词曲版权
该曲词曲作者劫夫于1976年12月17日在沈阳病逝，依中华人民共和国著作权法，该作品受版权保护直至2027年1月1日。

## 使用及改编
- 2005年12月16日，由辽宁省音乐家协会和辽宁歌剧院联合举办的劫夫作品音乐会上演出了该曲。[2]
- 2007年2月，“2007年北京新春音乐会”上，该曲位于友情篇。